# Kim Deal
Kimberly Ann Deal (* 10. června, 1961 Dayton, Ohio, USA) je americká zpěvačka, skladatelka a hudebnice. V lednu 1985 se přidala ke skupině Pixies jako baskytaristka a na albech Come on Pilgrim a Surfer Rosa začala vystupovat pod jménem Mrs. John Murphy. Po albu Doolittle a přestávky Pixies, s Tanyou Donelly a Josephine Wiggs založila skupinu The Breeders. Potom co Pixies roku 1991 znovu začali činnost, se Kim Deal stále více sbližovala s frontmanem Francisem Blackem, což na začátku roku 1993 vedlo k rozpadu Pixies.
Poté opět se zaměřila na The Breeders, kteří roku 1993 vydali platinovou desku Last Splash. V roce 1994 si skupina dala přestávku, protože její dvojče Kelley Deal se léčilo z drogové závislosti. Během osmileté přestávky skupiny The Breeders přijala pseudonym Tammy Ampersand a založila The Amps, kteří nahráli album Pacer (1995). Poté v The Breeders pokračovala jako kytaristka - album Title TK (2002); roku 2004 se Pixies dali znovu dohromady. Roku 2008 koncertovala s Pixies a nahrávat s The Breeders.